# Giovanni Simeoni
Giovanni Simeoni (Paliano, 12 de julio de 1816 – Roma, 14 de enero de 1892) fue un arzobispo italiano que se volvió cardenal y secretario de Estado.

## Biografía
Simeoni asistió al seminario de Palestrina, el Collegio Romano y, sucesivamente, estudió teología y derecho canónico en la Universidad de Roma La Sapienza. Sus estudios fueron financiados por la noble familia Colonna, para la cual trabajaba su padre y para los que él mismo se convertirá luego en maestro.
Giovanni Simeoni fue ordenado presbítero en 1839. En los años siguientes se convirtió en secretario privado del papa, auditor de la nunciatura en España, y auditor y después secretario en la Congregación de la Propaganda fide.
El 5 de marzo de 1875 el papa Pío IX lo nombró nuncio en España, elevándolo a obispo de la sede titular de Calcedonia. Mientras esperaba la ordenación episcopal, que tuvo lugar el 4 de abril de 1875, el papa lo elevó el 15 de marzo a cardenal in pectore, en cuanto al nombramiento no se dio a conocer hasta el posterior 17 de septiembre.
En 1876 recibió el título de cardenal presbítero de San Pedro Encadenado. De 1876 al 5 de marzo de 1878 fue cardenal secretario de Estado. De 1878 ocupó diferentes prestigiosos cargos, entre ellos está el de prefecto del Palacio apostólico y de la Congregación de Propaganda Fide. Participó en el cónclave de 1878 que eligió al papa León XIII.
De 1884 a 1892 fue cardenal presidente (responsable) del Pontificio seminario romano de los santos apóstoles Pedro y Pablo para las misiones en el exterior.
De 1885 a 1886 fue camarlengo del Colegio Cardenalicio.
Giovanni Simeoni – que fue un gran conocedor y coleccionista de obras de arte – cuando murió dejó a la Santa Sede su propia colección.
Fue sepultado en el Cementerio comunal monumental Campo Verano en Roma.

## Otros proyectos
- Wikimedia Commons alberga una categoría multimedia sobre Giovanni Simeoni.